# فيليبو دراغو
فيليبو دراغو (بالإيطالية: Filippo Drago)‏ هو عالم أدوية وطبيب نفسي إيطالي، ولد في 5 ديسمبر 1954 في إنا في إيطاليا.